# Henri Rabinger
Heinrich (Henri) Rabinger (Pfaffenthal, 25 februari 1895 – Luxemburg-Stad, 7 september 1966) was een Luxemburgs kunstschilder en docent.

## Leven en werk
Henri of Harry Rabinger was een zoon van schoenmaker Johann Peter Rabiner en Barbara Baur. Rabinger werd opgeleid aan de École nationale des arts décoratifs in Parijs (1913-1915) en de Akademie der Bildenden Künste in München. In München raakte hij bevriend met Joseph Kutter, Jean Noerdinger en Jean Schaack. Vanaf 1919 was hij tekendocent aan de Industrieschool en het meisjeslyceum in Esch-sur-Alzette, daarna kreeg hij een aanstelling aan de École d'artisans de l'État (1921-1934) in de hoofdstad.
Rabinger schilderde veelal landschappen in de Minettregio, maar ook naakten en portretten, waarbij zijn stijl in de loop van de jaren werd beïnvloed door het expressionisme en het kubisme. In 1915 exposeerde hij met Jean Noerdinger en Auguste Trémont bij de Kunstverein Luxemburger Studenten en in 1917 met Noerdinger bij Bradtké. Hij sloot zich aan bij de kunstenaarsvereniging Cercle Artistique de Luxembourg (CAL), waar hij van 1917 tot 1935 deelnam aan de jaarlijkse salons. In 1927 verlieten meerdere kunstenaars, onder wie Claus Cito, Nico Klopp, Joseph Kutter, Jemp Michels en Trémont de CAL, omdat zij vonden dat de CAL de moderne kunst te weinig vertegenwoordigde, ook Rabinger was onderdeel van deze Luxemburgse Sezession. De groep organiseerde een aantal eigen tentoonstellingen. In 1930 volgde verzoening en voegden zij zich weer bij de CAL. In 1935 was Rabinger bestuurslid van de CAL. In 1937 schilderde Rabinger in opdracht van de regering het doek Terres Rouges (24 m²) voor het Luxemburgs paviljoen op de Exposition Internationale des Arts et Techniques dans la Vie Moderne, de wereldtentoonstelling in Parijs. Twee jaar later ontwierp hij een gezicht op de stad Luxemburg (176  m²) voor de wereldtentoonstelling van 1939 in New York, dat hij schilderde met Jean-Pierre Lamboray en Jean Schaack. Na de Tweede Wereldoorlog keerde Rabinger terug naar Esch, waar hij tot zijn pensioen in 1957 opnieuw lesgaf aan het meisjeslyceum.
Henri Rabinger overleed op 71-jarige leeftijd.

## Onderscheidingen
- 1937 Prix d'honneur, Palais des arts graphiques, Parijs

- Gemeinsame Normdatei: 174260784
- International Standard Name Identifier: 0000 0003 5962 0530
- Musée national d'archéologie, d'histoire et d'art: lkl001191
- Système universitaire de documentation: 224357565
- Virtual International Authority File: 216492097
- WorldCat: E39PBJfX6mBqqbFDGq6Y9H8Bfq